# Lorenzo Milani
Pour les articles homonymes, voir Comparetti.
Lorenzo Milani Comparetti (Florence, 27 mai 1923 – Florence, 26 juin 1967) est un prêtre catholique et éducateur italien, qui a fondé l’École de Barbiana et y a expérimenté une méthode d’éducation à destination des plus démunis source de débats dans les années 1950 et 1960.

## L’École de Barbiana
Créée en 1954, l'École de Barbiana accueille les enfants rejetés du système scolaire classique. Pour pallier les handicaps sociaux et culturels causés par la pauvreté, Don Milani souhaitait promouvoir une école différente. Ses élèves y apprennent la responsabilité, la liberté, la gestion du temps de travail en individuel ou en équipe à l'aide des médias disponibles à l'époque (journaux, livres, revues). Le professeur descend de son estrade et il guide l'élève qui peut à son tour enseigner ce qu'il a appris à ses condisciples. Développement de la personnalité de l'enfant, éducation à la citoyenneté, éveil au jugement, à l'esprit critique, développement de la confiance en soi ont été les piliers de cette expérience pédagogique qui s'est arrêtée à la mort de son fondateur.

## Publications
En italien
- Esperienze Pastorali, Florence, Libreria Editrice Fiorentina, 1957
- L'obbedienza non è più una virtù. Documenti del processo di Don Milani, Florence, Libreria Editrice Fiorentina, 1965
- Obiezione di coscienza, Vicenza, La locusta, 1965
- École de Barbiana, Lettera a una professoressa, Florence, Libreria Editrice Fiorentina, 1967
- Perché tacere?, Vicenza, La locusta, 1968, par R. Colla, précédemment publié dans l’Espresso-colore, 19 mai 1968 ; en appendice Il caso don Milani, de S. Baldassarri
- Lettere di don Lorenzo Milani priore di Barbiana, par Michele Gesualdi, Milan, Mondadori, 1970
- Lettere alla mamma, par Alice Comparetti Milani, Milan, A. Mondadori, 1973
- Lettere in un'amicizia: 28 inediti a cura del destinatario Gian Carlo Melli, Florence, Libreria Editrice Fiorentina, 1976
- Scritti, par G. Riccioni, introduction de E. Balducci, Florence, Manzuoli, 1982
- Il catechismo di don Lorenzo Milani: documenti e lezioni di catechismo secondo uno schema storico, par Michele Gesualdi, Florence, Libreria Editrice Fiorentina, 1983
- Il vangelo come catechismo, Florence, Libreria Editrice Fiorentina, 1985
- La carta della Terra santa, Florence, Libreria Editrice Fiorentina, 1986
- L'obbedienza non è più una virtù e gli altri scritti pubblici, par Carlo Galeotti, Rome, Nuovi Equilibri, 1998
- Don Milani il prete rosso, par Carlo Galeotti, Rome, Stampa Alternativa, 1999
- La ricreazione è finita, par Carlo Galeotti, Rome, Stampa Alternativa, 1999
- Una lezione alla scuola di Barbiana: documenti e inediti, par Michele Gesualdi, Florence, Libreria Editrice Fiorentina, 2004
- La parola fa eguali. Documenti e inediti, par Michele Gesualdi, Florence, Libreria Editrice Fiorentina, 2005
- La ricreazione, Florence, Libreria Editrice Fiorentina, 2006

Textes disponibles en français
- Lettre à une maîtresse d'école, rédigée collectivement par huit anciens élèves de la classe de Milani à Barbiana, trad. franç. de Michel Thurlotte, Paris, Éditions Mercure de France, 1968
- L'Obéissance n'est plus une vertu : documents / du procès de Don Lorenzo Milani, trad. franç. de François Hautin, préface de Mario Cartoni, Paris, Le Champ du possible, 1974
- Lettres de Barbiana, recueillies par Michel Gesualdi, trad. franç. de François Hautin, Paris, Éditions Mercure de France, 1976

## Filmographie
- Un prete scomodo, de Pino Tosini (1975)
- Don Milani, d’Ivan Angeli (1976)
- Don Lorenzo Milani e la sua scuola, in Viaggio nella lingua italiana – Scrittori non si nasce de Tullio De Mauro, Giorgio Pecorini et Brunella Toscani, prod. de la Radiotelevisione svizzera di lingua italiana (1979)
- Don Milani il priore di Barbiana, d’Andrea Frazzi et Antonio Frazzi (1997)
- Don Lorenzo Milani : un ribelle ubbidiente, in La Storia siamo noi, de Luca Mancini, prod. de la Rai Educational (2002)
- Adieu, Barbiana (Addio, Barbiana), de Bernard Kleindienst (1994)

### Notices d'autorité
- Notices d'autorité :   - VIAF
  - ISNI
  - BnF (données)
  - IdRef
  - LCCN
  - GND
  - Italie
  - Espagne
  - Pays-Bas
  - Pologne
  - Israël
  - NUKAT
  - Catalogne
  - Vatican
  - Tchéquie
  - Lettonie
  - Brésil
  - WorldCat